# Juri Wladimirowitsch Andronow
Juri Wladimirowitsch Andronow (russisch Юрий Владимирович Андронов, engl. Transkription Yuriy Andronov; * 6. November 1971 in Kuibyschew) ist ein russischer Geher.

## Karriere
Im 50-km-Gehen wurde er bei den Leichtathletik-Europameisterschaften 2002 in München disqualifiziert. Am 1. Mai 2004 wurde er beim 21. Geher-Weltcup in Naumburg Dritter. Bei den Olympischen Spielen 2004 in Athen wurde er Neunter, und bei den Leichtathletik-Europameisterschaften 2006 in Göteborg gewann er Bronze. Im gleichen Jahr wurde er beim 22. Geher-Weltcup in La Coruña gleichfalls Dritter. 2009 gab er bei den Leichtathletik-Weltmeisterschaften in Berlin auf, und bei den Leichtathletik-Europameisterschaften 2010 in Barcelona wurde er Zehnter. Beim 22. Geher-Weltcup in La Coruña (Spanien)

## Doping
Nach einem festgestellten Dopingverstoß beim Geher-Weltcup 2014 wurde er für zwei Jahre gesperrt.

## Persönlichen Bestzeiten
- 5000 m Gehen (Halle): 19:09,7 min, 3. Februar 2002, Samara, Russland
- 20.000 m Gehen: 1:22:42,0 h, 21. März 2002, Ischewsk, Russland
- 20 km Gehen: 1:23:32 h, 17. September 2011, Woronowo, Russland
- 50 km Gehen: 3:40:46 h, 11. Juni 2012, Moskau, Russland